# Гамильтон, Патрик
Патрик Га́мильтон (англ. Patrick Hamilton; 1504 — 29 февраля 1528) — один из первых проповедников протестантства в Шотландии.

## Биография
Патрик Гамильтон происходил из шотландской аристократической семьи Гамильтонов — сын незаконного сына Джеймса, 1-й лорд Гамильтона. Прадедом Патрика по материнской линии был король Яков II.
Образование получил в Парижском университете, где попал под влияние новых идей гуманизма и реформации. В 1527 году он отправился в Германию, где посетил Мартина Лютера. Под воздействием идей Лютера Патрик Гамильтон после возвращения в Шотландию в конце 1527 года начал проповедовать обновление церкви. В 1528 году Гамильтон был обвинён в ереси и вызван на церковный суд во главе с архиепископом Сент-Эндрюсским. На суде Патрик отказался отречься от своих убеждений и был приговорён к казни. 29 февраля 1528 года Патрик Гамильтон был сожжён на костре.
Для Шотландии в принципе были не характерны жестокие репрессии против протестантов, и казнь Гамильтона является показательным исключением.